# Großsteingrab Müssen
Das Großsteingrab Müssen war eine megalithische Grabanlage der jungsteinzeitlichen Nordgruppe der Trichterbecherkultur bei Müssen im Kreis Herzogtum Lauenburg in Schleswig-Holstein. Es wurde irgendwann im 19. Jahrhundert zerstört.

## Beschreibung
Nach einem Bericht des Lehrers Röper aus Müssen gab es hier auf einem Feld ein vor langer Zeit zerstörtes Großsteingrab. Es besaß ein langes Hünenbett, über dessen Orientierung und Maße keine Informationen vorliegen. Das Hünenbett umschloss eine steinerne Grabkammer. Zu den Maßen, der Orientierung und dem Typ der Kammer liegen keine Angaben vor. Die Steine des Grabes wurden für den Bau der Straße von Bartelsbusch nach Wangelau verwendet. Karl Kersten nahm die Anlage in seiner 1951 erschienenen Monografie zu den vor- und frühgeschichtlichen Denkmälern des Kreises Herzogtum Lauenburg als zerstörtes Steingrab unter der Nummer Müssen LA 4 auf.
In dem Grab wurde angeblich ein Bronzeschwert gefunden, das ins Dänische Nationalmuseum nach Kopenhagen gelangt sein soll.